# Craftstaden IBK
Craftstaden IBK är en innebandyklubb i Oskarshamn. Klubben hette tidigare Oskarshamns Innebandyklubb (OIK), men bytte 2006 namn till Craftstaden. Deras hemmaarena är Oskarshamns Sporthall som ligger i Oscarsgymnasiet.
OIK bildades den 6 mars 1986 av ett gäng ungdomar på Kristinebergs fritidsgård. Klubben har spelat i näst högsta serien i många säsonger och har vid ett par tillfällen varit nära att gå upp i högsta serien. Säsongen (2016/2017) spelade Craftstaden i Herr Allsvenskan Södra. Craftstaden IBK är en av Smålands största innebandyklubbar med över 450 aktiva spelare.
Craftstaden har haft flera talanger som till exempel Kasper Hydén.  
Craftstaden spelade i Södra Innebandy-Allsvenskan mellan 2015 och 2020.  
Den 4 Februari 2017 så slog Craftstaden publikrekordet i Innebandy-Allsvenskan när man spelade emot lokalrivalen FBC Kalmarsund i Ishockeyarenan BeGe Hockey Center normalt sett hem åt IK Oskarshamn.  
Efter att ha åkte ur Allsvenskan våren 2020 så har Craftstaden fortsatte att rasa bakåt i fel riktning och klubben åkte under våren 2022 ur Division Ett ner i Division Två.                               Våren 2023 så valde Craftstaden att pga av spelarbrist att kliva ner ifrån Division två ner till den allra lägsta serie nivån Division 4.        För att på allvar börja om.